# 希望 (油畫)
《希望》（英語：Hope）是英國畫家乔治·弗雷德里克·瓦茨的象徵主義油畫，並於1886年完成前兩個版本。與之前的主題探討截然不同，油畫展示了一名蒙著眼睛的孤獨女性坐在球狀物上，並彈奏只剩下一根弦的里拉琴。背景幾乎空白，其唯一可見的特點就只有一顆星星。沃茨故意使用象徵主義，而不是用與希望有關聯的傳統類型，使這副畫的含義變得含糊不清。雖然他在《希望》使用的顔色受到極大的讚賞，但在展出期間，許多評論家并不喜歡這副畫。《希望》在美學運動受到歡迎，該運動因認爲美才是藝術的主要目的，所以並不在乎其信息的含糊之處。
雖然沃茨收到許多主動購買畫作的提議，但他同意將其最重要的作品捐贈給國家，並認爲不包括《希望》並不合適。因此於1886年晚期，沃茨與助理塞西爾·斯科特畫了第二個版本。完成後，沃茨賣了原作並將副本捐贈給南肯辛頓博物館（現名爲維多利亞與艾伯特博物館）；因此，第二個版本比原作更廣爲人知。他之後至少畫了兩個版本作私人出售。
由於《希望》的廉價複製品及1908年的高質畫作而開始大量流通，它成爲一種廣受歡迎的形象。美國總統西奥多·罗斯福在他紐約薩加莫爾山的家掛著此畫的副本；複製品流通至全球；而一部於1922年上映的電影描述沃茨的畫作創作以及背後的設想故事。《希望》已經似乎變得過時和過於傷感，而沃茨也迅速脫離時尚。1938年，泰特美術館中止保留他們收藏作爲永久展出的沃茨作品。
儘管沃茨的人氣有所下降，《希望》仍然充滿影響力。馬丁·路德·金恩在1959年現名爲《破碎的夢》，以及1990年傑里邁亞·萊特在芝加哥關於繪畫的佈道均以其爲基底。在後者的會衆中，年輕的贝拉克·奥巴马深受感動。奧巴馬以「無畏的希望」作爲2004年民主黨全國代表大會主題演講的主題，以及他2006年書籍的標題。他在其成功的2008年總統競選中以圍繞「希望」的主題爲基底。

## 背景

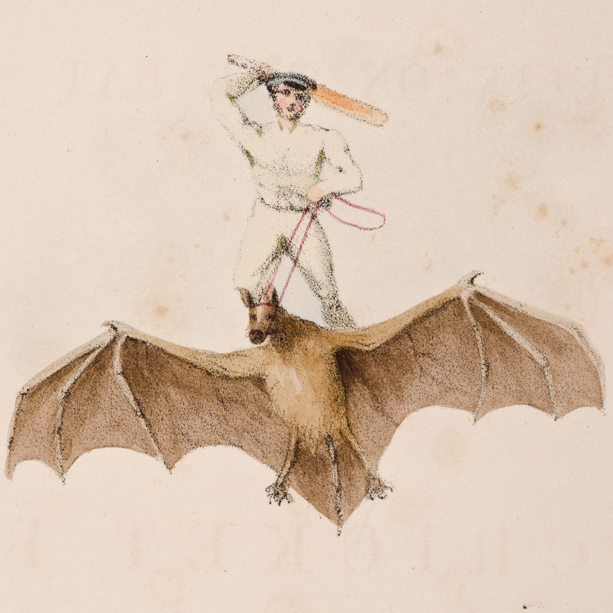
沃茨於1845年在尼古拉斯·菲利克斯（尼古拉斯·萬洛斯特羅克特）《蝙蝠上的菲利克斯》的卷首圖畫。

乔治·弗雷德里克·瓦茨於1817年在倫敦出生，爲樂器製造商的兒子。他的兩位兄弟和母親分別於1823年和1826年逝世，讓沃茨終其一生都沉迷於死亡。與此同時，他父親嚴格的福音主義導致他對聖經的深刻理解以及對組織宗教的强烈厭惡。沃茨在10歲成爲雕塑學徒，而六年後他已足夠熟練成爲一名藝術家，並以繪製肖像畫和板球插圖畫維生。18歲時，他獲得皇家藝術研究院的入學資格，由於不喜歡他們的教學方法，所以他的出席率斷斷續續。1837年，沃茨受到希臘船運大亨亞歷山大·康斯坦丁·艾奥尼迪斯（Alexander Constantine Ionides）的委托來複製薩繆爾·蓮恩（Samuel Lane）所畫他父親的肖像畫。艾奥尼迪斯比起原作更喜歡沃茨的版本，並立即委托他再畫兩幅畫，讓沃茨全心投入繪畫當中。

1843年，他前往意大利並待了四年。回到倫敦後，他患上了憂鬱症，並畫了一些格外悲觀的作品。他的技巧獲得廣泛認可，並於1856年決定致力於肖像畫。他的肖像畫獲得極高的關注。1867年，他被推選爲皇家院士，在當時是作爲藝術家最高的榮譽，就算他很快對於皇家藝術研究院的文化感到徹底失望。從1870年起，他開始以繪製寓言和神話的主題而廣爲人知；到這時，他是全世界其中一名最高關注的藝術家。1881年，他在小荷蘭之屋的家建設了一個玻璃屋頂的畫廊，這個畫廊週末因向公眾開放，而進一步提升了他的知名度。1884年，紐約的大都會藝術博物館展示了他50件作品。

## 主題

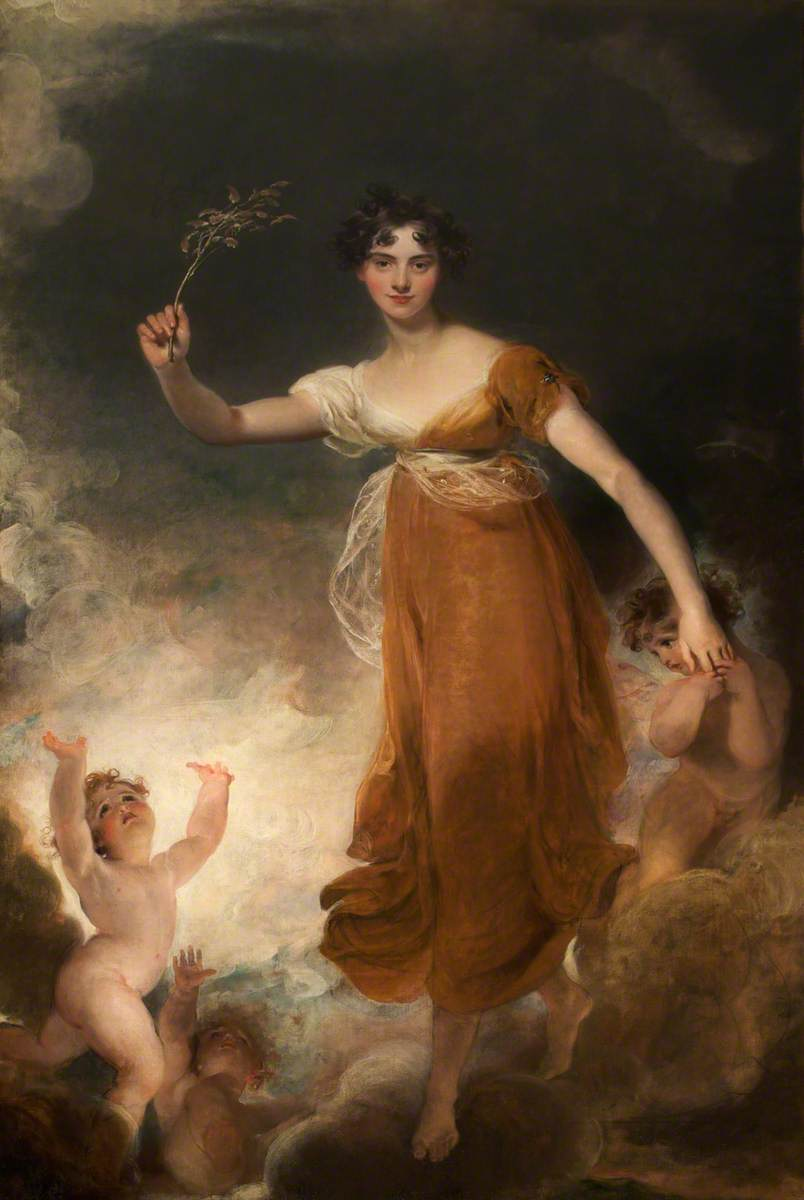
托馬斯·勞倫斯的《如希望的喬治亞娜·瑪麗亞·萊斯特》，創於1811年

自從古代擬人化的藝術表現將希望描繪成一名年輕女性，通常拿著一朵花或者一個錨。因此在傳統上，希望被基督徒視爲神學美德（一種與上帝恩典相關的美德，而不是工作或者自我完善）。
在瓦茨的有生之年期間，歐洲文化已開始質疑希望的概念。在當時，有一個根據弗里德里希·尼采思想的新哲學學派以希望是鼓勵人類將精力投入至沒用的努力，而將其視爲一種負面特質。19世紀70年代的長期蕭條破壞了英國的經濟和信心，而沃茨感覺日常生活逐漸被機械化侵蝕，以及物質繁榮對英國逐漸佔主導性的中產階級十分重要，都使現代生活變得越來越沒有靈魂。

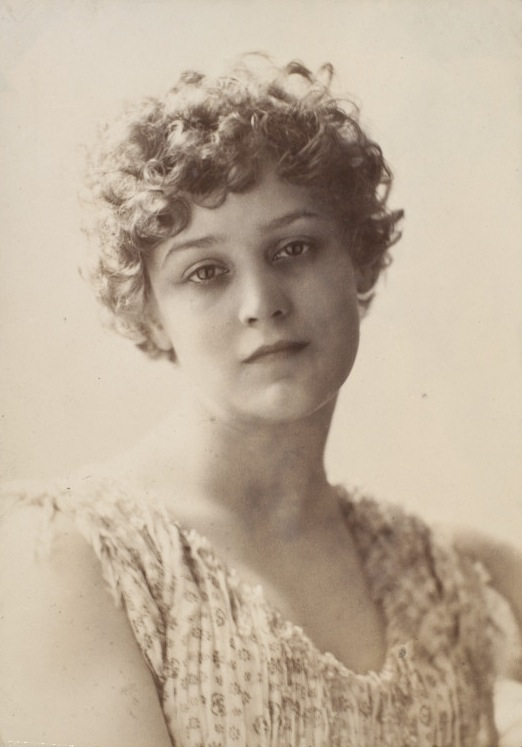
1885年的朵洛西·鄧內

1885年晚期，瓦茨的養女布蘭奇·克朗斯頓（Blanche Clogstoun）因剛失去初生女兒伊莎貝爾（Isabel）而病倒，瓦茨寫給朋友「我甚麽都看不見，除了未知數、紛爭、衝突和動蕩不定的信仰，沒有任何既定東西能取代他們。」瓦茨以這個社會處於的經濟衰退和環境惡化讓越來越多人質疑進步的概念和上帝的存在，而開始重新構想要如何描繪希望。

### 文獻目錄
- Bills, Mark. . Compton, Surrey: Watts Gallery. 2011. ISBN 978-0-9561022-5-6.
- Bills, Mark; Bryant, Barbara. . New Haven, CT: Yale University Press. 2008. ISBN 978-0-300-15294-4.
- Burns, James. . London: Duckworth. 1908.
- Chesterton, G. K. . London: Duckworth. 1904. OCLC 26773336.
- Christie, Agatha.  1985. New York, NY: Bantam Books. 1942. ISBN 978-0-553-35038-8.
- Grimké, Angelina W. . Boston: The Cornhill Company. 1920.
- Monahan, Patrick. . Blake, Catherine  (编). . London: Leighton House Museum. 2016: 62–70. ISBN 978-0-9931059-1-3.
- Obama, Barack.  2008 UK. Edinburgh: Canongate Books. 1995. ISBN 978-1-84767-094-6.
- Obama, Barack.  2007 UK. Edinburgh: Canongate Books. 2006. ISBN 978-1-84767-083-0.
- Robbins, Daniel. . Blake, Catherine  (编). . London: Leighton House Museum. 2016: 70–75. ISBN 978-0-9931059-1-3.
- Robinson, Leonard. . Jefferson, NC: McFarland & Company. 2007. ISBN 978-0-7864-2531-0. OCLC 751047871.
- Shrewsbury, Henry William. . London: Charles H. Kelly. 1918.
- Staley, Allen; Underwood, Hilary. . Compton, Surrey: Watts Gallery. 2006. ISBN 0-9548230-5-2.
- Tromans, Nicholas. . Compton, Surrey: Watts Gallery. 2011. ISBN 978-0-9561022-7-0.
- Warner, Malcolm. . Washington, D.C.: National Gallery of Art. 1996. ISBN 978-0-8109-6342-9. OCLC 59600277.

## 外部連結
- 泰特美術館的目錄記錄 （页面存档备份，存于）